# Agyrta grandimacula
Agyrta grandimacula är en fjärilsart som beskrevs av Hans Zerny 1931. Agyrta grandimacula ingår i släktet Agyrta och familjen björnspinnare. Inga underarter finns listade i Catalogue of Life.